# Carinodes encaustus
Carinodes encaustus là một loài tò vò trong họ Ichneumonidae.